# Adelaide Phillips
assinatura
Adelaide Phillips (Stratford-upon-Avon, 26 de outubro de 1833 — Carlsbad, 3 de outubro de 1882) foi uma cantora de ópera e atriz anglo-americana que se tornou uma das contraltos mais admiradas dos Estados Unidos da era vitoriana.

## Juventude

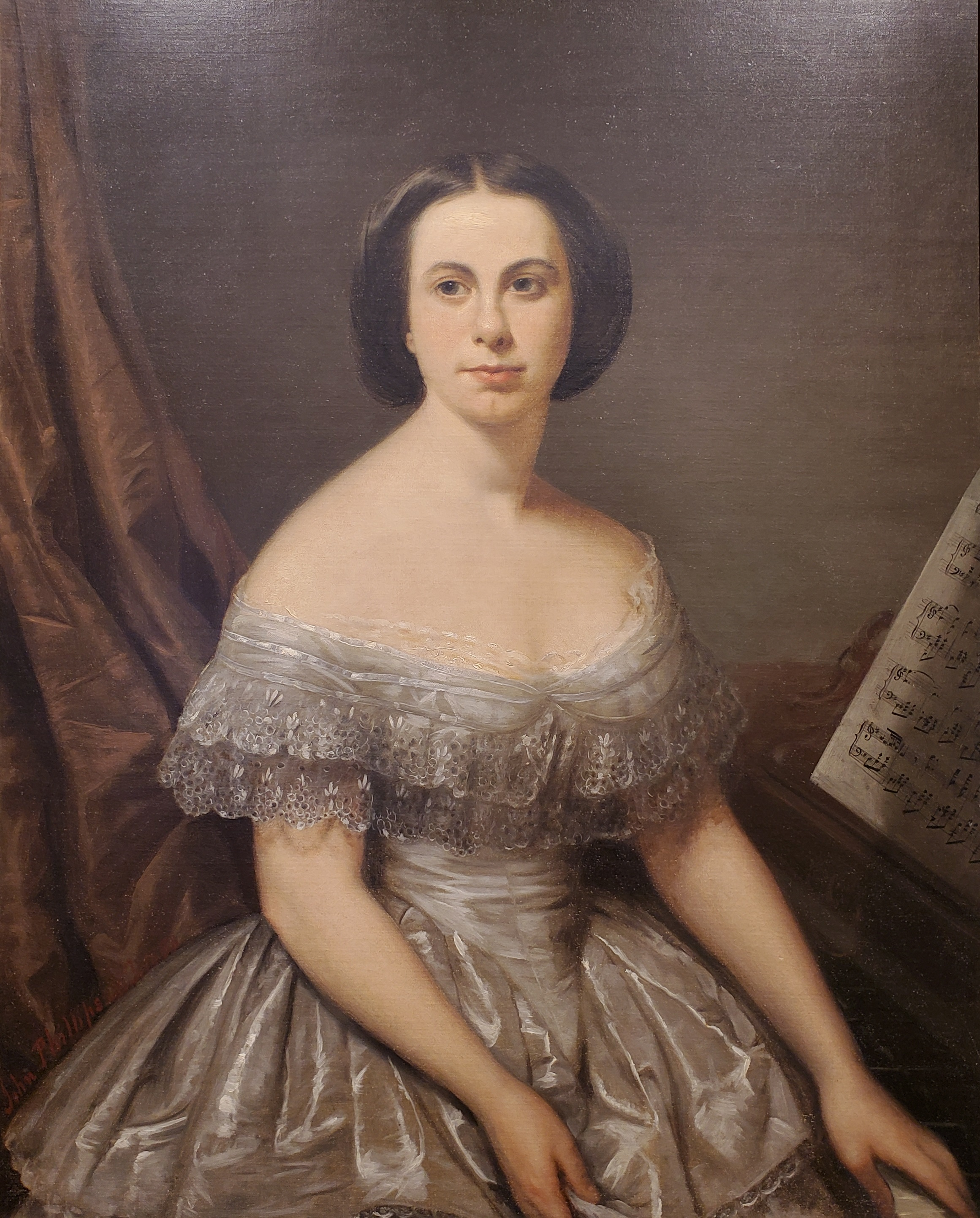
Retrato de Adelaide Phillipps por John Phillips

Ela nasceu como Adelaide Maria Marianne Phillipps no bairro de St Paul's, Bristol, na Inglaterra, a segunda de seis crianças e a única filha de Alfred Phillipps (ca. 1806–1867), químico e farmacêutico, e Mary, nascida Rees (ca. 1811–1854), que, como sua irmã, era professora de dança e calistenia em Bristol. Adelaide Phillipps foi batizada na igreja de St. James, em Bristol, em 7 de abril de 1833. Seus pais a colocaram nos palcos desde cedo e ela dançou em várias apresentações beneficentes em sua cidade natal, Bristol, entre os 6 e 8 anos, inclusive no Theatre Royal, Bristol, em maio de 1841, e interpretou o papel-título em Bombastes Furioso. Em 7 de junho de 1841, foi realizada uma festa beneficente para ela, durante a qual interpretou quatro personagens diferentes na farsa Old and Young.
Ela foi para os Estados Unidos com sua família no final de 1841, fazendo sua primeira apresentação em janeiro de 1842 no Tremont Theatre, em Boston, e estreando em Nova Iorque no Barnum's American Museum, em maio de 1843, onde foi anunciada como “a melhor dançarina da América”. Lá, ela se apresentou por mais de um mês em um espetáculo que chegou a incluir Charles Sherwood Stratton, mais conhecido por seu nome artístico “General Tom Thumb”. Em setembro de 1843, conseguiu um contrato no Boston Museum, onde permaneceu até 1851. Quando Jenny Lind se apresentou em Boston em 1850, Phillipps cantou para ela, sendo aconselhada a ir para a Europa.

## Carreira musical

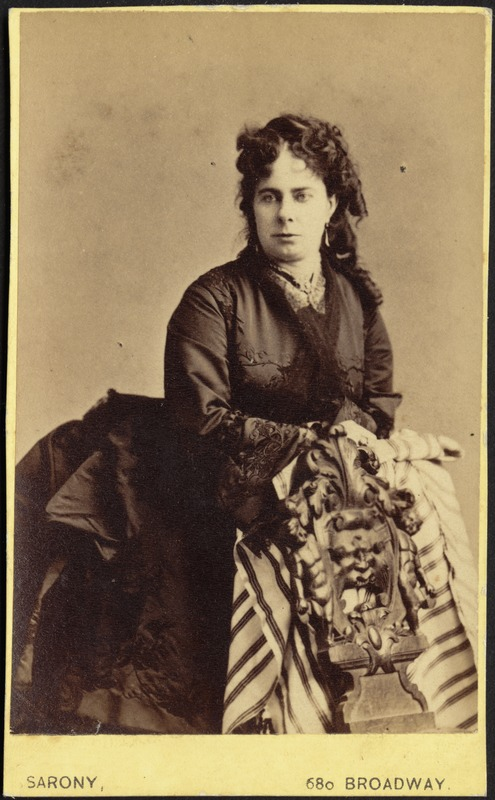
Adelaide Phillips circa 1858–1870 por Napoleon Sarony

Foi em grande parte devido à generosidade e à ajuda da cantora sueca e de benfeitores locais que o pai de Phillipps pôde levá-la para o exterior. Eles chegaram a Londres em março de 1852, e Phillipps se tornou aluna de Manuel García, que retreinou sua voz de soprano para contralto. Em 1853, ela foi com seu pai, que era um falcoeiro conhecido na época, para a Itália para continuar seus estudos, e estreou no mesmo ano em Bréscia, como Arsace em Semiramide de Gioachino Rossini. Ela também cantou em Milão e em outras cidades. Seu nome artístico na Europa era Signorina Fillippi.
Em 1855, retornou aos Estados Unidos e se comprometeu a se apresentar em óperas italianas na Filadélfia e na cidade de Nova Iorque sob a direção de Max Maretzek, e mais tarde foi com ele para Havana, Cuba. Em 1860, fez sua primeira apresentação em oratório com a Sociedade Händel e Haydn, de Boston, em Messias de Georg Friedrich Händel. No ano seguinte, Phillipps foi novamente para o exterior e se apresentou em Paris como Azucena em Il trovatore de Giuseppe Verdi. Após uma turnê profissional na Europa, retornou aos Estados Unidos. Em 1864, foi novamente para Havana e, desde então, até sua morte, apresentou-se em óperas, oratórios e concertos na maioria dos estados da União. A Adelaide Phillipps Opera Company foi organizada em 1876 e, quando foi encerrada em 1879, ela se juntou à Ideal Opera Company, permanecendo na companhia até 1881, para a qual interpretou Little Buttercup em uma produção muito bem-sucedida de H.M.S. Pinafore, de Gilbert e Sullivan. Ela continuou a interpretar a opereta Fatinitza de Franz von Suppé, Ruth em The Pirates of Penzance de Gilbert e Sullivan, Germaine em Les cloches de Corneville de Robert Planquette, a rainha em The Bohemian Girl de Michael William Balfe, Lady Sangazure em The Sorcerer de Gilbert e Sullivan e o papel-título em Boccaccio de Franz von Suppé. Fez sua última aparição nos palcos em Cincinnati, Ohio, em 1882.
A saúde debilitada a obrigou a descansar, e ela foi para a Europa na esperança de se recuperar, mas morreu repentinamente em Carlsbad, Alemanha, em outubro de 1882. Seu corpo foi trazido de volta para os Estados Unidos no navio a vapor Werra. Foi enterrada no cemitério Winslow, em Marshfield, Massachusetts, ao lado de seu irmão, Frederick, que havia morrido em 1879. A voz de Phillipps era um contralto, com um compasso de duas oitavas e meia. Os personagens em que ela se destacou foram Rosina, Leonora e Azucena.